# Bermuda Basketball Association
Der  Bermudische Basketballverband ist der offizielle Basketballverband in Bermuda. Er hat seinen Sitz in Hamilton.

## Geschichte und Aufgaben
Der Verband ist seit 1998 Mitglied der Fédération Internationale de Basketball (FIBA) und damit auch Mitglied der FIBA Amerika.
Präsident des Verbandes ist zur Zeit Rickey Watts. Sein Generalsekretär ist Tim Trott.
Der Verband ist für die Organisation, Leitung und Entwicklung des Basketballsports auf den Bermuda verantwortlich. Der Verband vertritt den Basketballsport gegenüber Behörden sowie nationalen und internationalen Sportorganisationen.
Zusätzlich verteidigt der Verband auch die moralischen und materiellen Interessen des Bermudischen Basketballs. Der Verband organisiert die Nationale Meisterschaft und ist für die Bermudische Basketballnationalmannschaft und die Bermudische Basketballnationalmannschaft der Damen.

## Fakten zum Verband
| Kriterium               | Fakten             |
| ----------------------- | ------------------ |
| Gründungsjahr           |                    |
| Jahr des FIBA-Beitritts | 1998               |
| Kontinental Verband     | FIBA-Amerika       |
| Sitz des Verbandes      | Hamilton (Bermuda) |
| Präsident               | Rickey Watts       |
| Generalsekretär         | Tim Trott          |
| Höchste Liga            |                    |
| Sonstiges               |                    |